# Лучше звоните Солу (Родина)
«Лучше звоните Солу» («англ. Better Call Saul») — пятый эпизод пятого сезона американского драматического телесериала «Родина», и 53-й во всём сериале. Премьера состоялась на канале Showtime 1 ноября 2015 года.

## Сюжет
Астрид (Нина Хосс) опознаёт человека, который пытался убить Куинна (Руперт Френд), в качестве внештатного сотрудника из СВР. Когда Кэрри (Клэр Дэйнс) узнаёт об этом, она предполагает, что Россия пытается подавить то, что содержится в утёкших документах ЦРУ, и пытается узнать информацию, которая содержится в них. Пока Куинн поправляется от выстрела, Йонас (Александр Фелинг) приходит в их убежище и наблюдает за Куинном.
Подтверждая свой союз с Россией, Эллисон Карр (Миранда Отто) встречается в Крупиным (Марк Иванир), чтобы обсудить их планы. Эллисон считает, что Кэрри убили после того, как было показано постановочное фото, присланное Куинном. Дар Адал (Ф. Мюррей Абрахам) узнаёт, что бомба в самолёте генерала Юссефа напоминала те, которыми пользовались в Израиле, что заставляет его задуматься, организовали ли Сол (Мэнди Патинкин) и Этай (Аллан Кордюнер) взрыв. Он приказывает Эллисон начать наблюдение над Солом. Эллисон затем манипулирует Солом так, чтобы он подозревал Этая, показывая ему доказательство того, что Этай был в Женеве за день до взрыва. Сол идёт расспрашивать Этая, в то время как ЦРУ наблюдает за ним.
Кэрри узнаёт от Лоры Саттон (Сара Соколович), что у Нумана (Атир Адель) больше нет документов ЦРУ, и что они были проданы русским. Лора предполагает, что теперь само ЦРУ является единственным способом для получения документов обратно.
Когда состояние Куинна ухудшается, у Йонаса не остаётся иного выхода, кроме как отвезти его в больницу. Куинн, опасаясь, что он попадёт в руки врага, ускользает. Сол получает сообщение от Кэрри и находит её в машине, ждущей его снаружи. Куинн готовится убить себя, спрыгнув в воду со шлакоблоком, привязанным к нему. Прежде чем это сделать, прохожий развязывает его и предлагает ему помощь, но Куинн отказывается. Пока прохожий следит за ним, Куинн спотыкается, прежде чем в конечном счёте упасть в обморок.

## Производство
Режиссёром эпизода стал Майкл Оффер, а сценарий написали шоураннер Алекс Ганса и соисполнительный продюсер Бенджамин Кэвелл.

## Название
Название эпизода «Лучше звоните Солу» ссылается на необходимость персонажа «Родины», Кэрри Мэтисон, быть на связи с Солом Беренсоном, а также является отсылкой на одноимённый телесериал, который является спин-оффом сериала «Во все тяжкие».

## Реакция

### Рецензии
На основе 10 положительных отзывов из 12, эпизод получил рейтинг 83 %, со средним рейтингом 7.1 из 10 на сайте Rotten Tomatoes. Консенсус сайта гласит: «В то время как „Лучше звоните Солу“ содержит свою справедливую долю смешных моментов, конец оправдывает себя воссоединением важнейших персонажей „Родины“.»
Скотт Коллура из IGN дал эпизоду оценку 8.4 из 10, признав глубину персонажа Эллисон Карр, а также изображение Миранды Отто. Аарон Риччио из «Slant Magazine» раскритиковал эпизод за то, что в нём не хватало тонкости. Синтия Литтлтон из «Variety» написала, что эпизод был «красиво сделан».

### Рейтинги
Во время оригинального показа, эпизод посмотрели 1.30 миллионов зрителей, снизившись по сравнению с аудиторией прошлой недели, которая составляла 1.63 миллиона зрителя.